# Berkshire Hathaway
Беркшир Хатавеј (енгл. Berkshire Hathaway) је америчка мултинационална холдинг компанија са седиштем у Омахи. Компанија је у потпуности власник компанија GEICO, Дурасел и доста других, а такође поседује значајни мањински удео у фирмама Американ Експрес (17,6%), Велс Фарго (9,9%), Кока-Кола (9,4%), Банк оф Америка (6,8%) и Епл (5,22%). Од 2016. године, компанија је стекла велике уделе у највећим америчким авиопревозницима, а тренутно је највећи деоничар у Јунајтед ерлајнсу и Делта ерлајнсу, те један од три највећа деоничара Саутвест ерлајнса и Американ ерлајнса. Беркшир Хатавеј је у просеку остварио годишњи раст књиговодствене вредности од 19% својим акционарима од 1965. године, док је користио велике износе капитала и минимални дуг.
Компанија је позната по томе што је води Ворен Бафет, који је председник и извршни директор, и Чарли Мангер, потпредседник компаније. У почетку своје каријере у Беркширу, Бафет се фокусирао на дугорочна улагања у јавне компаније, али однедавно чешће купује целе компаније. Беркшир сада поседује компаније у разноврсним делатностима, укључујући кондиторску, малопродајну, железничку, кућну опрему, енциклопедије, произвођаче усисивача, продају накита, издавање новина, производњу и дистрибуцију униформи, и неколико регионалних електропривредних компанија.